# Fichtelgebirge

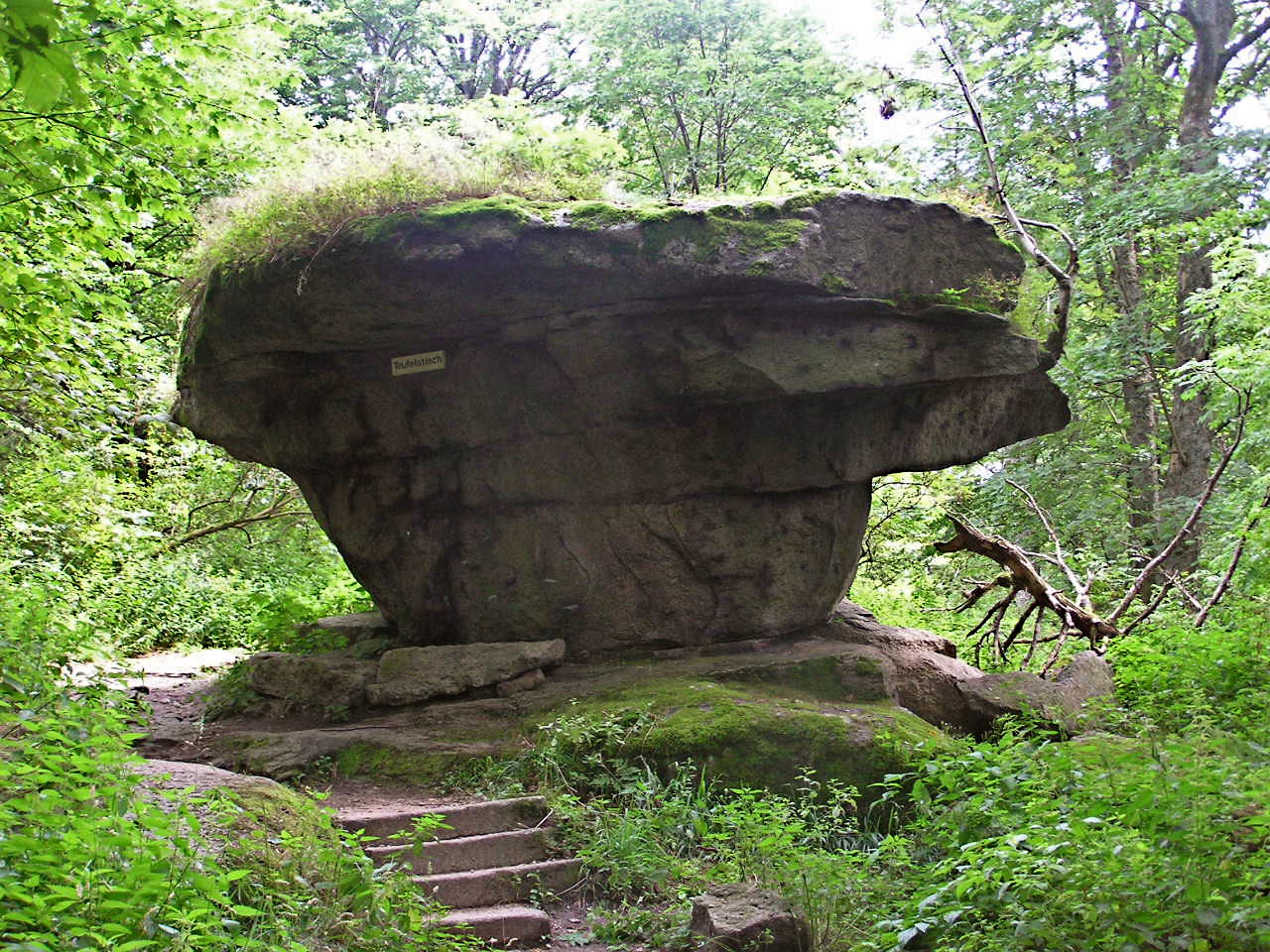
La mesa del Diablo, Teufelstisch, en el Gran Waldstein.

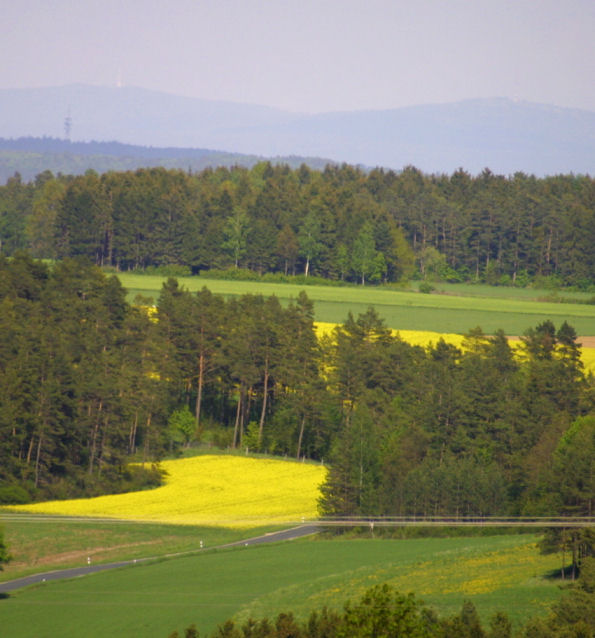
Paisaje característico en las Fichtelgebirge.

Las Fichtelgebirge (literalmente, "Montañas de los Abetos" o las piceas; en checo Smrčiny) es una cadena montañosa en Baviera nororiental, Alemania. Se extiende desde el valle del río Meno Rojo hasta la frontera checa, con unas pocas faldas de montaña que se extienden hasta la República Checa. Continúa con los montes Metálicos en dirección nororiental y por la Selva de Bohemia en dirección sureste.

## Geología
La montaña más alta es el Schneeberg (1051 m). Los ríos que fluyen desde el Fichtelgebirge son: el Meno Blanco (alemán: Weißer Main) que fluye hacia el Rin; el Saale sajón y el Ohře (alemán: Eger) afluentes del Elba;  y el Fichtelnaab que más tarde se une con el Waldnaab para formar el Naab afluente del Danubio. Las ciudades en el borde de las montañas incluyen Bayreuth y Hof.
Mientras que las montañas bajan gradualmente hacia el norte y el sur, hay una fuerte bajada hacia el oeste, mientras que el Meno rojo forma el límite de las montañas.
La Ochsenkopf ("Cabeza de buey") es la segunda montaña más alta del (1024 m). Hay dos telesillas hasta la cumbre, una desde Bischofsgruen en el norte y otra desde Fleckl en el sur. La torre Æsir (El "Asenturm") es una torre en la cumbre que tiene un restaurante.

## Turismo
Las Fichtelgebirge atrae a muchos turistas a lo largo del año. En el invierno las montañas son un destino habitual para la gente que busca deportes recreativos al aire libre, como el esquí alpino, esquí de travesía y deslizarse en trineo. Los templados meses de verano permiten a la gente usar bicicletas de montaña, hacer senderismo y pasear entre las grandes formaciones rocosas.